# Jin Hee-kyung

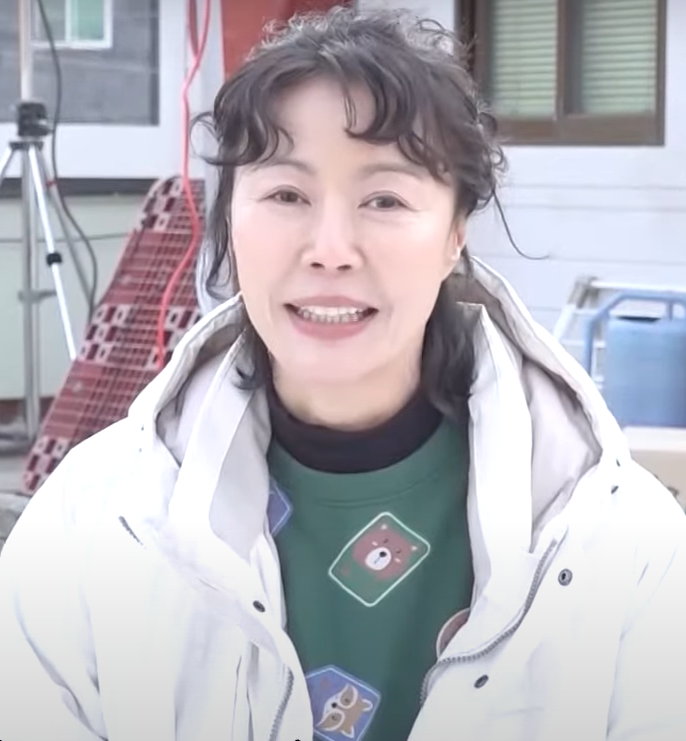
Jin Hee-kyung (Videostandbild 2022)

Jin Hee-kyung (* 7. September 1968 in Iksan, Südkorea) ist eine südkoreanische Schauspielerin. Sie spielt seit ihrer Highschool-Zeit Cello und arbeitete 1989 als Model.
In der koreanischen Erfolgskomödie Sunny spielt sie die Anführerin der siebenköpfigen High-School-Clique Sunny.

## Filmografie

### Filme
- 1994: Coffee, Copy and a Bloody Nose (커피 카피 코피 Keopi Keopi Keopi)
- 1994: Deep Scratch (손톱 Sontop)
- 1996: The Ginkgo Bed (은행나무 침대 Eunhaeng-namu Chimdae)
- 1997: Holiday in Seoul (홀리데이 인 서울)
- 1997: Motel Cactus (모텔 선인장 Motel Seoninjang)
- 1998: Girls’ Night Out (처녀들의 저녁식사 Cheonyeodeul-ui Jeonyeoksiksa)
- 1999: The Opening (신장개업 Sinjanggaeeop)
- 2000: General Hospital, The Movie: 1000 Days (종합병원(천일동안) Jonghap Byeongwon (Cheon-il Dongan))
- 2000: Plum Blossom(청춘 Cheonchun)
- 2000: Jakarta (자카르타)
- 2001: I Wish I Had a Wife (나도 아내가 있었으면 좋겠다 Na-do Anae-ga Isseosseumyeon Joketda)
- 2001: Ciao (챠오, Kurzfilm)
- 2003: Marrying the Mafia (가문의 영광 Gamun-ui Yeonggwang)
- 2004: Dance With Solitude (고독이 몸부림칠 때 Godog-i Momburimchil Ddae)
- 2006: Now and Forever (연리지 Yeolliji)
- 2011: Sunny (써니)

### Fernsehserien
- 1998: Baekya 3.98 (백야 3.98, Miniserie, SBS)
- 2001: Yeonindeul (연인들, MBC)
- 2003: Apjip Yeoja (앞집 여자, Miniserie, MBC)
- 2004: Jigsaw Puzzle
- 2005: Seulpeun Yeonga (슬픈 연가, MBC)
- 2006: Jumong
- 2011: Poseidon (포세이돈, Miniserie, KBS)
- 2013: Madi (맏이, jTBC)